# Derecho a la participación política de las mujeres

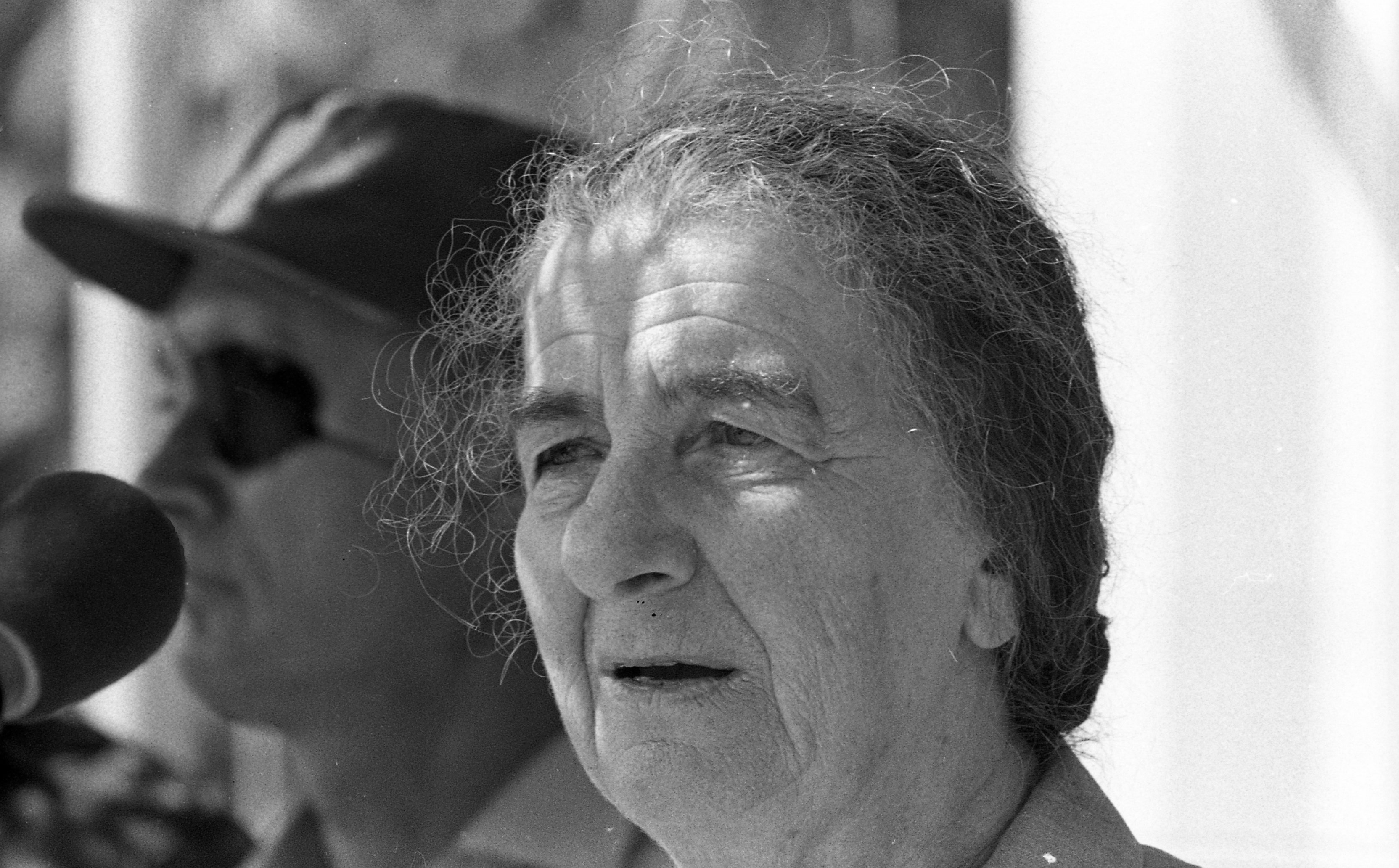
Golda Meir, primera ministra de Israel

El derecho a la participación política de las mujeres es el derecho humano de las mujeres, que busca asegurar la posibilidad que tienen las mujeres de elegir o ser elegida a un puesto de elección popular. 
En este derecho contempla: 
- "Participar activamente y de manera equitativa en las instituciones gubernamentales, la administración pública, los órganos legislativos y los tribunales judiciales,
- tomar decisiones en igualdad de condiciones que los hombres, tanto en el ámbito privado como en el público,
- recibir capacitación para fomentar el liderazgo de las mujeres"[2]

## Historia
El movimiento sufragista inicia la lucha en el siglo XIX por el derecho al voto de las mujeres. El momento fundacional del Sufragismo se sitúa en 1848 con la Declaración de Sentimientos de Seneca Falls en Estados Unidos y culmina cien años después, en 1948 con la Declaración Universal de los Derechos Humanos que reconoce el sufragio femenino como derecho humano universal.
En 1953 fue adoptada por la Asamblea General de Naciones Unidas la Convención sobre los Derechos Políticos de la Mujer con el objetivo de establecer un estándar básico internacional para los derechos políticos de las mujeres.